# Гришин, Дмитрий Сергеевич
Дмитрий Сергеевич Гришин (род. 15 октября 1978, Капустин Яр, Астраханская область) — российский предприниматель и инвестор.
Сооснователь и бывший генеральный директор, председатель совета директоров VK (ранее — Mail.ru Group). Основатель инвестиционного фонда Grishin Robotics.

## Биография
Родился 15 октября 1978 года в посёлке Капустин Яр в семье инженера. Вырос среди сотрудников ракетного полигона и с детства увлекался робототехникой.
В 1995 году окончил физико-математическую гимназию № 4 в Саратове и поступил на факультет робототехники и комплексной автоматизации Московского государственного технического университета имени Баумана, который окончил в 2001 году с красным дипломом по специальности «Системы автоматизированного проектирования».
В 20 лет в 1998 году начал программировать для расположенного в городе Клируотер во Флориде разработчика ПО Axiom Int., где координировал команду работавших дистанционно программистов. Впоследствии Дмитрий Гришин покинул компанию в 2001 году в должности IT-консультанта.

## Mail.ru Group
В марте 2000 года возглавил команду разработки онлайн-аукциона Molotok.ru в компании NetBridge Services. Тогда, столкнувшись с необходимостью расширять сетевую инфраструктуру при ограниченном бюджете, он приобретал подержанное оборудование у разорившихся доткомов.
После объединения активов Юрия Мильнера c «Порт.ру» в рамках холдинга Mail.ru в начале 2001 года назначен главой сервисного центра NetBridge Services, а в конце года — техническим директором новой компании. В апреле 2003 года двадцатичетырёхлетний Гришин занял пост генерального директора компании. Вместе с этой должностью он получил опцион на 3,5 % акций компании.
В 2005 году выступил одним из сооснователей Digital Sky Technologies, а после разделения российских и иностранных активов фонда в 2010 году возглавил Mail.ru Group. В 2012 году сменил Юрия Мильнера на посту главы совета директоров.
Гришину приписывают роль визионера компании, определившего наиболее перспективные направления развития Mail.ru Group — коммуникационные сервисы и онлайн-игры. В ноябре 2010 года компания под его руководством провела первичное публичное размещение на Лондонской фондовой бирже. Гришину принадлежит 1,05 % акций компании Mail.ru Group, суммарная стоимость которых составляет $58 млн. Данный факт позволил Дмитрию Гришину занять десятую позицию в рейтинге директоров-капиталистов, опубликованном журналом Forbes 22 ноября 2018 года.
В мае 2022 года Гришин покинул посты председателя совета директоров и неисполнительного директора Mail.Ru Group (к тому моменту переименованного в VK).

## Grishin Robotics
В июне 2012 года Гришин вложил 25 миллионов долларов в открытие венчурной фирмы для инвестиций в потребительскую робототехнику. Только за первый год через нью-йоркский офис фонда прошло 600 стартапов. В 2015 году фонд дополнительно привлёк 100 млн долларов от институциональных и частных партнёров. В 2020 году Grishin Robotics привлёк 100 млн долларов в новый фонд Grishin Robotics Fund II. Фокус обоих фондов — умные устройства, робототехника. Фонд финансирует проекты на ранней стадии с работоспособным прототипом:
- Производитель моторизованных стендов для iPad Double Robotics Inc. — 250 тысяч долларов в сентябре 2012 года[19];
- Магазин приложений для роботов RobotsApps.com Inc. — 250 тысяч долларов в декабре 2012 года[20];
- Инкубатор для разработчиков аппаратного обеспечения Bolt.io — 3,5 миллиона долларов в синдицированном раунде в феврале 2013 года (предполагается, что вложения Grishin Robotics составили около миллиона)[21];
- Компания Satarii Inc., выпускающая роботизированного видео-оператора Swivl — 500 тысяч долларов в мае 2013 года[22];
- Производитель миниатюрных спутников NanoSatisfi Inc. (впоследствии переименованный в Spire[англ.]) — 300 тысяч долларов в июле 2013 года[23];
- Разработчик беспроводных мультимедиа-устройств Boombootix — 4 миллиона долларов в синдицированном раунде в феврале 2014 года[24];
- Производитель умных игрушек Orbotix — 15,5 миллионов долларов в синдицированном раунде в мае 2014 года[25];
- Участник инкубатора Bolt.io, разработчик робота для животных PetNet — 1 миллион 125 тысяч долларов в январе 2014 года[26];
- Платформа для изучения электроники и прототипирования littleBits — 44,2 миллиона долларов в синдицированном раунде в июне 2015 года[27];
- Разработчик трёхмерного сканера для мобильных устройств Occipital — 13 миллионов долларов в синдицированном раунде в июле 2015 года[28]

В числе выходов фонда — производитель роутеров Eero и разработчик умных дверных глазков Ring (оба проданы Amazon, последний — визитная карточка фонда с оценкой выше 1 млрд долларов), сервис аренды электросамокатов Spin (продан Ford), сервис доставки дронами Zipline, создатель робота-компаньона Moxie и производитель роботов-курьеров Starship.

## Общественная деятельность
Выступил инициатором самой большой в восточной Европе олимпиады по программированию Russian Code Cup. Под его руководством в 2011 году Mail.ru Group открыл технопарк в МГТУ имени Баумана. В том же году возглавил кафедру интернет-технологий в петербургском Университете ИТМО.
Состоит в Попечительском совете Лиги безопасного интернета, общественной организации под покровительством Министерства связи и массовых коммуникаций, заявляющей целью борьбу с нелегальным контентом в Рунете.

## Признание
В феврале 2011 года российский Forbes включил Дмитрия Гришина в число людей, определяющих лицо российского интернета. За вклад в создание новых технологических рынков журнал MIT Technology Review включил Гришина в список «Инноваторы до 35» 2013 года в предпринимательской категории.
В том же году был приглашен в состав Попечительского совета МГТУ имени Баумана.
Премия GQ в номинации «Бизнесмен года» (2017 год).

## Личная жизнь
Женат, живёт и работает в Москве. Изучает китайский язык, увлекается преферансом и большим теннисом.